# CAN'T STOP THE LOVE (PERSONZの曲)
『CAN'T STOP THE LOVE』（キャント・ストップ・ザ・ラブ）は、日本のロックバンド、PERSONZの3枚目のシングルである。

## 収録曲
1. CAN'T STOP THE LOVE
（作詞：JILL / 作曲：渡邉貢 / 編曲：PERSONZ）
2. 鏡の中のLABYRINTH
（作詞：JILL / 作曲：本田毅 / 編曲：PERSONZ）

## 品番
CDS: 10CH-34